# HD 90089
HD 90089 är en dubbelstjärna i den norra delen av stjärnbilden Giraffen. Den har en skenbar magnitud av ca 5,25 och är svagt synlig för blotta ögat där ljusföroreningar ej förekommer. Baserat på parallax enligt Gaia Data Release 2 på ca 44,0 mas, beräknas den befinna sig på ett avstånd på ca 74 ljusår (ca 23 parsek) från solen. Den rör sig bort från solen med en heliocentrisk radialhastighet på ca 8 km/s.

## Egenskaper
Den ljusstarkare stjärnan i HD 90089 är gul till vit stjärna i huvudserien av spektralklass F4 V kF2 mF2, med kalcium- och metallinjer i spektrumet motsvarande en F2-stjärna. Den har en massa som är ca 1,3 solmassor, en radie som är ca 1,4 solradier och har ca 3,4 gånger solens utstrålning av energi från dess fotosfär vid en effektiv temperatur av ca 6 600 K.
HD 90089  roterar snabbt med en beräknad projicerad rotationshastighet på 56,2 km/s, och har en följeslagare av spektraltyp M0 separerad med 13 bågsekunder. Ett överskott av infraröd strålning har observerats runt stjärnan, vilket troligen anger närvaro av en omkretsande stoftskiva med en radie av 145 AE. Temperaturen på detta stoft är 30 K.